# Oratorio del Santissimo Sacramento (Monteverdi Marittimo)
L'oratorio del Santissimo Sacramento si trova a Monteverdi Marittimo, in provincia di Pisa, diocesi di Massa Marittima-Piombino.

## Storia e descrizione
Costruito nel 1751, fu rimaneggiato nel secolo XVIII.
In questo oratorio, ai piedi dell'altare maggiore, sarebbero sepolti i corpi riesumati nell'anno della traslazione dall'antica abbazia (1781), e che furono identificati con quelli di san Walfredo, del beato Andrea e del frate Leonardo. La vicenda è ricordata da un'iscrizione sull'altare destro, dove si trova una tela raffigurante San Walfredo abbandona le armi per abbracciare l'ordine monastico, donata dal conte Giuseppe della Gherardesca nel 1909.